# Melpomene (animal)
Melpomene es un género de arañas araneomorfas pertenecientes a la familia Agelenidae. Se encuentra en  América.

## Especies
Según The World Spider Catalog 12.0:
- Melpomene bicavata (F. O. Pickard-Cambridge, 1902)
- Melpomene bipunctata (Roth, 1967)
- Melpomene chiricana Chamberlin & Ivie, 1942
- Melpomene coahuilana (Gertsch & Davis, 1940)
- Melpomene elegans O. Pickard-Cambridge, 1898
- Melpomene panamana (Petrunkevitch, 1925)
- Melpomene penetralis (F. O. Pickard-Cambridge, 1902)
- Melpomene plesia Chamberlin & Ivie, 1942
- Melpomene quadrata (Kraus, 1955)
- Melpomene rita (Chamberlin & Ivie, 1941)
- Melpomene singula (Gertsch & Ivie, 1936)
- Melpomene transversa (F. O. Pickard-Cambridge, 1902)